# Góra Gellerta
Góra Gellerta (węg. Gellért-hegy, niem. Blocksberg) – wzgórze o wysokości 235 metrów, znajdujące się w Budapeszcie, w I i XI dzielnicy (Tabán), na zachód od Wzgórza Zamkowego. Nazwę zawdzięcza biskupowi Gellertowi, który właśnie tutaj miał zostać zamordowany przez pogan (według legendy spuszczono go ze szczytu w drewnianej beczce).
Góra zawsze cieszyła się złą opinią wśród mieszkańców – uważano, że zbierają się na niej czarownice i odprawiają sabat. Takie opinie były popularne zwłaszcza w okresie kontrreformacji. W późniejszym okresie z powodu wysokiej przestępczości okolice uchodziły za niebezpieczne (wysoka przestępczość była w całej dzielnicy Tabán, zamieszkiwanej, zwłaszcza w XIX wieku, przez biedotę).

## Cytadela

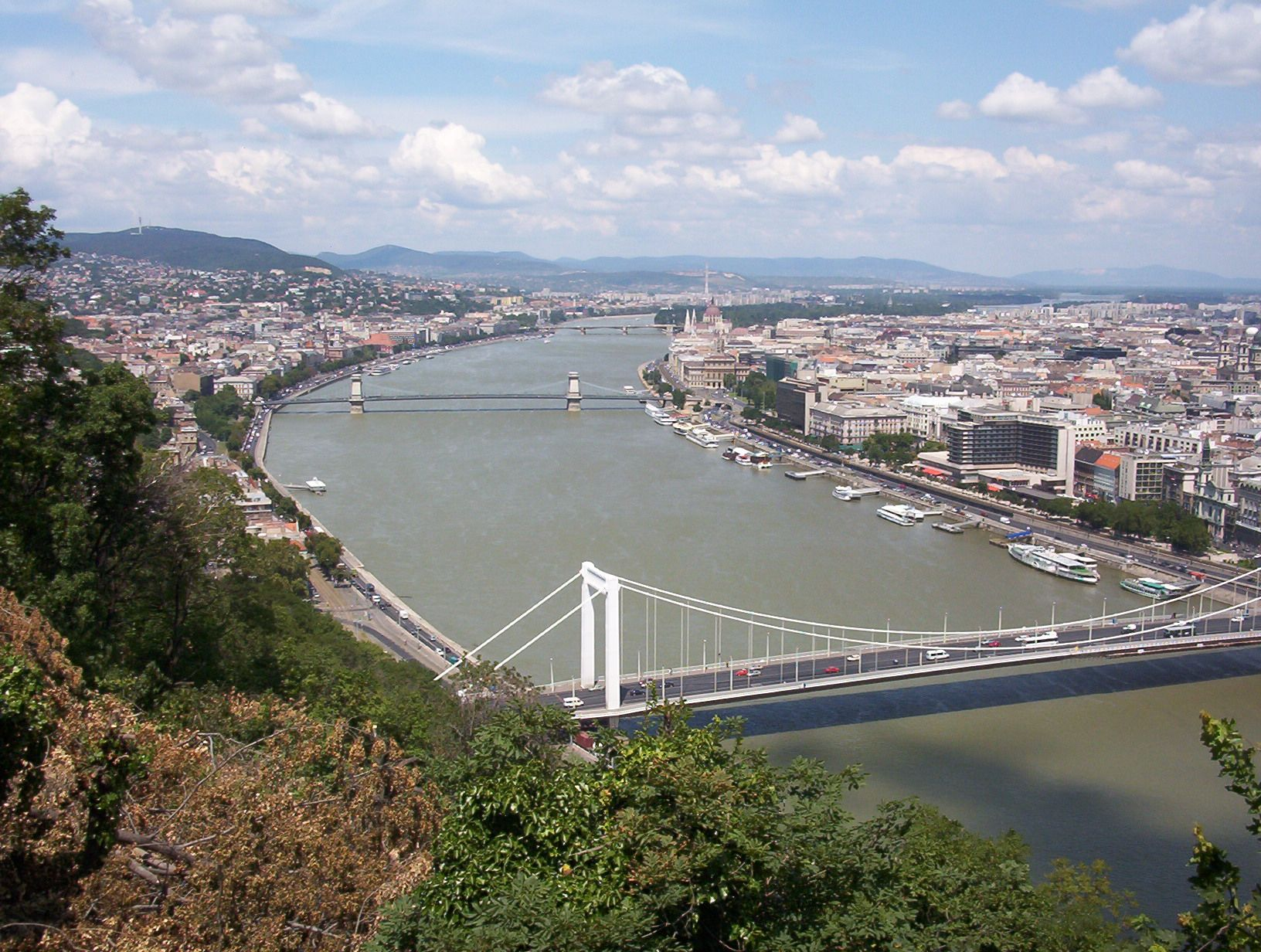
Widok z Góry Gellerta

W latach 1850–1854, po upadku węgierskiej Wiosny Ludów, zaczęto na wzgórzu wznosić potężną austriacką cytadelę (Citadella), zaprojektowaną przez generała Emanuela Zitta (według innej wersji projektował ją generał Julius Jacob von Haynau). Długa na 220 metrów i szeroka na 60, z murami dochodzącymi do 16 metrów grubości miała wybić z głowy obywatelom Budy i Pesztu ewentualne kolejne próby buntów przeciw Habsburgom. Obiekt już w trakcie budowy uważany był za przestarzały. W 1897 symbolicznie dokonano wyłomu nad główną bramą i przekazano twierdzę władzom miasta. W 1945 została zdobyta po gwałtownych walkach przez Armię Czerwoną.
Dzisiaj jest doskonałym punktem widokowym, mieści się w niej muzeum, restauracja, dyskoteka oraz schronisko młodzieżowe. Znajduje się również na liście dziedzictwa UNESCO wraz ze Wzgórzem Zamkowym i promenadami naddunajskimi.

## Pomnik Wolności

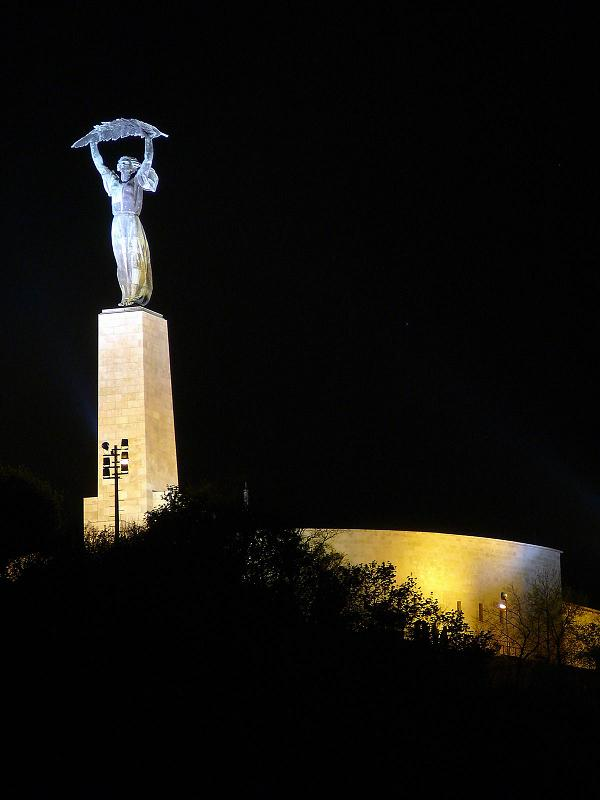
Pomnik Wolności i cytadela nocą

Oprócz twierdzy na szczycie znajduje się Pomnik Wolności (Szabadság-szobor), wzniesiony w 1947 i przez długie lata poświęcony żołnierzom radzieckim poległym w walce o Budapeszt. Przedstawia on 14-metrową kobietę z brązu trzymającą palmowy liść, ustawioną na 26-metrowym postumencie. Projektantem był Zsigmond Kisfaludi Strobl. Według niepotwierdzonej legendy pomnik pierwotnie miał upamiętniać Istvána Horthyego de Nagybánya, syna Miklósa Horthyego, który zginął na froncie wschodnim w 1942 (był pilotem). W pierwotnej wersji zamiast liścia palmy kobieta miała trzymać w rękach śmigło. Po 1989 z pomnika usunięto komunistyczne symbole (m.in. postać radzieckiego żołnierza czerwoną gwiazdę) oraz napis dziękujący Armii Czerwonej za wyzwolenie miasta – obecnie pomnik ma uniwersalne przesłanie i upamiętnia wszystkich, którzy polegli za Węgry. Spod pomnika rozpościera się panorama południowych i wschodnich dzielnic stolicy.

## Pozostałe atrakcje turystyczne
- Kościół Skalny pw. św. Stefana
- Krzyż nad kościołem skalnym
- Pomnik św. Stefana
- Pomnik św. Gellerta z wodospadem poniżej niego
- Podziemny zbiornik wodny – jedno ze źródeł dostaw wody pitnej dla Budapesztu[1]

## Warunki przyrodnicze
Góra Gellerta ma specyficzny mikroklimat – na południowym stoku warunki przypominają kraje takie jak Maroko lub Tunezja (wysokie temperatury, duże nasłonecznienie), na stoku północnym kraje skandynawskie (brak światła słonecznego). Z tego powodu rośliny porastające różnią się znacznie od siebie – drzewa figowe (zasadzone jeszcze w czasach tureckich) mieszają się z roślinnością subalpejską.